# Szembruczek
Szembruczek is een dorp in de Poolse woiwodschap Koejavië-Pommeren. De plaats maakt deel uit van de gemeente Rogóźno en telt 230 inwoners.